# Caseya borealis
Caseya borealis är en mångfotingart som beskrevs av Gardner och Shelley 1989. Caseya borealis ingår i släktet Caseya och familjen Caseyidae. Inga underarter finns listade i Catalogue of Life.